# Hanshan, Handan
Hanshan är ett stadsdistrikt i Handan i Hebei-provinsen i norra Kina.